# Македонски парламентарни избори 1998.
Редовни парламентарни избори у Републици Македонији (мак. парламентарни избори во Република Македонија) су одржани 18. октобра и 1. новембра 1998. године.
Ово су били трећи по реду парламентарни избори у Републицки Македонији.